# Blue Friend
Blue Friend (jap. ブルーフレンド, Burū Furendo) ist eine abgeschlossene Mangareihe der Autorin Fumi Eban. Sie handelt von der Liebesbeziehung zweier Schülerinnen und ist dem Yuri-Genre zuzuordnen.

## Inhalt
Die Schülerin Ayumu Kurihara (栗原 歩) glaubt anfangs, sich die falsche Sitznachbarin ausgesucht zu haben. Ihre schöne Mitschülerin Misuzu Tsukishima (月島 美鈴) hegt eine Abneigung gegenüber Jungs und scheint mit ihrer kalten und distanzierten Art äußerst eigen. Misuzu hat keine Freunde und macht auch keinerlei Anstalten, dies zu ändern, doch Ayumus aufrichtige und liebenswürdige Natur fesselt Misuzu. Mit der Zeit kommen die beiden unterschiedlichen Charaktere einander immer näher. Doch Mizusus Art engt Ayumu immer mehr ein, bis ihr schließlich der Kragen platzt.

## Veröffentlichung
Innerhalb Japans wurden die einzelnen Kapitel von Blue Friend im monatlichen Abstand in den Ausgaben 5/2010 bis 11/2011 (April 2010 bis Oktober 2011) im vom Verlag Shūeisha herausgegebenen und auf Shōjo-Manga spezialisierten Magazin Ribon veröffentlicht. Ab Ausgabe 7/2011 (Juni 2011) erschienen die Kapitel jedoch unter dem Titel Blue Friend – 2nd season (ブルーフレンド〜2nd season〜).
Die einzelnen Kapitel wurden später zu drei Tankōbon-Ausgaben zusammengefasst, die ebenfalls von Shūeisha unter dem Imprint Ribon Mascot Comics (RMC) verlegt wurden.
- Bd. 1: ISBN 978-4-08-867075-1, 15. September 2010
- Bd. 2: ISBN 978-4-08-867099-7, 15. Februar 2011
- Bd. 3: ISBN 978-4-08-867154-3, 15. November 2011

In Deutschland erschien der Manga von November 2011 bis Oktober 2012 vollständig bei Tokyopop.

## Rezeption
Die Zeitschrift AnimaniA lobte den Manga als „… dramatische Geschichte mit gut platzierten Höhepunkten“. Des Weiteren urteilte sie, dass Fumi Eban die lustigen und zärtlichen Momente zwischen den Protagonistinnen einfühlsam einfange und dass die großzügige Seitenaufteilung sowie Porträts den Lesefluss stärken und die Gefühle gut transportieren würden.